# ガス比容
ガス比容（ガスひよう、英：Gas specific volume）とは火薬類が爆発して生成されたガスが絶対温度273K(約0℃)、1atmの標準状態で占める容積である。
ガス量は容積で測定すると圧力と温度によって変化する、重量で測定するとガスの種類によって変化するがモルで測定した場合はこれらの影響を受けない。そのため、1モルのガス容積は標準状態（絶対温度273K(約0℃)、1atm）で22.4リットルと定義されている。

## 例
ニトログリセリンが以下の爆轟した場合のガス比容の計算では分子量を227として、以下の反応式によって求める。
C3H5(ONO2)3　→　2.5H2O　+　3CO2　+　1.5N2　+　0.25O2
後ガスのモル数は，各分子の前の係数の和で計算出来るので、2.5+3+1.5＋0.25=7.25モル
これより全体の容積は以下のように計算出来る。
22.4リットル/モル×7.25モル = 162.4リットル
これはニトログリセリン1モル＝227グラムから生成されるので，1キログラム辺りに換算すると
1Kg ÷ 227 = 4.40
従ってニトログリセリンのガス比容は22.4リットル×7.25モル×4.40 ＝ 725リットルと求められる。
トリニトロトルエンが爆轟した場合のガス比容の計算では分子量を227として、以下の反応式によって求める。
CH3C6H2(NO2)3　→　2.5H2O　+　1.75CO2　+　1.5N2　+　5.25C
ただし、一般火薬学試験の問題として解答する場合には遊離炭素はガス比容の計算には入れないことになっているので、2.5+1.75+1.5=5.75モルとする。
トリニトロトルエン1モル＝227グラムから生成されるので，1キログラム辺りに換算すると
1Kg ÷ 227 = 4.40
従ってトリニトロトルエンのガス比容は22.4リットル×5.75モル×4.40 ＝ 566.72リットルと求められる。